# Gheorghe Marin Fontanin
Gheorghe Marin Fontanin (n. octombrie 1825, Brașov – d. 24 aprilie 1886, București) a fost un profesor universitar român, membru titular al Academiei Române din 1870.